# Stal Stalowa Wola
Stal Stalowa Wola (celým názvem Stal Stalowa Wola - Piłkarska Spółka Akcyjna) je polský fotbalový klub z města Stalowa Wola založený roku 1938. Rok založení je i v klubovém emblému. Domácím hřištěm je Podkarpackie Centrum Piłki Nożnej s kapacitou 3 764 míst. Klubové barvy jsou černá a zelená.
Stal Stalowa Wola zaznamenala postupy dvě sezony po sobě, v letech 2022-23 a 2023-24, přičemž v sezóně 2023-24 postoupila prostřednictvím play-off. Jejich vítězství 2-1 nad KKS Kalisz ve finále play-off znamenalo návrat do druhé ligy po 14 letech.

## Názvy klubu
- od 1938 – KS (Klub Sportowy Stalowa Wola)
- od 1944 – ZKS (Związkowy Klub Sportowy Stalowa Wola)
- od 1947 – ZKSM (Związkowy Klub Sportowy Metalowców Metal Stalowa Wola)
- od 1949 – ZKS (Związkowy Klub Sportowy Stal Stalowa Wola)
- od 1952 – KS (Koło Sportowe Stal Stalowa Wola)
- od 1957 – Międzyzakładowy KS Stal Stalowa Wola
- od 1958 – ZKS (Zakładowy Klub Sportowy Stal Stalowa Wola)
- od 2010 – Stal Stalowa Wola - (Piłkarska Spółka Akcyjna)